# Gustaf von Paykull

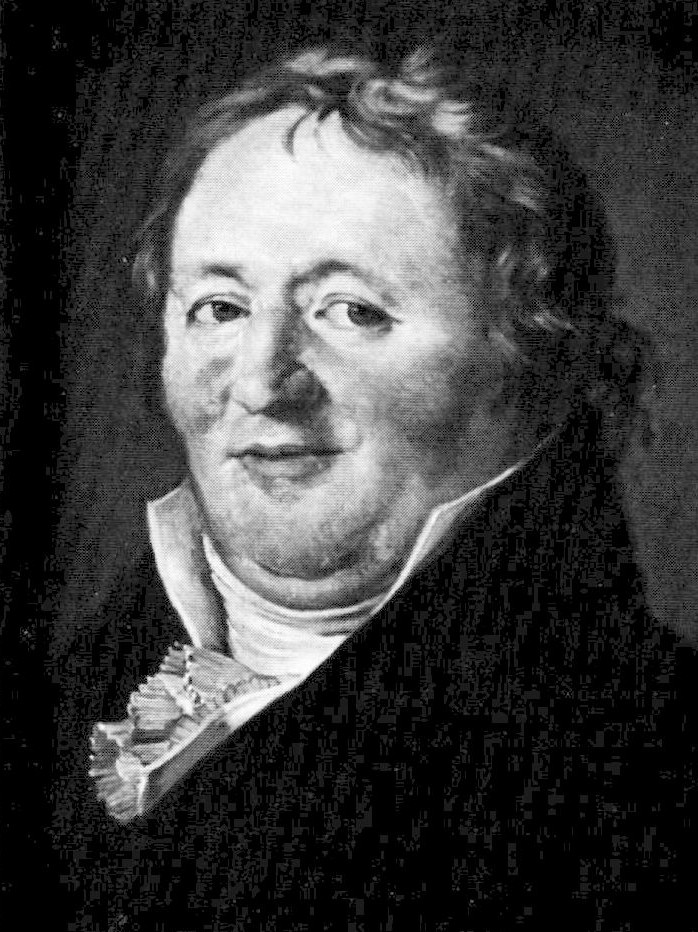
Gustaf von Paykull (1757–1826)

Gustaf von Paykull (* 21. August 1757 in Stockholm; † 28. Januar 1826 auf dem Gut Wallox-Saby in Uppland) war ein schwedischer Freiherr (in etwa ein Baron) und ein Fachmann für Vogelkunde und Insektenkunde.

## Leben
Seine Eltern waren der 1756 in Schweden nobelierte Artilleriemajor Karl Friedrich Paykull und dessen Ehefrau Beate Charlotte Simming.
Er wurde 1779 Angestellter im Auswärtigen Amt, 1781 wurde er Kopierer und 1783 Protokollsekretär. 1794 war er bereits erster Sekretär und 1796 Stellvertretender Direktor. Im Jahr 1815 erhielt er auch den Titel Hofmarschall.
Bereits in jungen Jahren versuchte er sich als Dichter und war Mitglied einer Gruppe mit Namen Utile Dulci. Er veröffentlichte eine Übersetzung von Anakreons Sappho, Bion, Moschus und Musaeus. Er veröffentlichte auch einige Komödien, aber das befriedigte ihn nicht, und so wandte er sich den Naturwissenschaften zu.
Auf seinem Gut Wallox-Saby legt er ein Naturkundemuseum an, dessen Sammlung von Vögeln und Insekten eine der größten Skandinaviens war. Er hatte intensive Kontakte zu seinen Kollegen im In- und Ausland. So wurde er Mitglied in mehreren wissenschaftlichen Akademien und auch der Königlich Schwedischen Akademie der Wissenschaften von 1791 sowie Gründer des naturgeschichtlichen Museums Naturhistoriska riksmuseet in Stockholm. Im Jahr 1798 wurde er zum Mitglied der Leopoldina gewählt. 1802 wurde er zum auswärtigen Mitglied der Göttinger Akademie der Wissenschaften gewählt. 1804 wurde er in die American Academy of Arts and Sciences gewählt.
In Erkennung seinen Leistungen erhielt er 1818 zudem den Freiherren-Titel.
Am 24. März 1819 schenkte er seine Sammlung dem schwedischen König und dieser gab der Akademie den Auftrag, ein geeignetes Gebäude zu finden. Der Transport der Sendung war ein Abenteuer für sich, eine Karawane von Pferdewagen, die ausgestopfte Kamele, Zebras, Schlangen und anderes Getier transportierte. Das Ereignis wurde in zahlreichen zeitgenössischen Gemälden festgehalten.

## Familie
Er war dreimal verheiratet. 1790 wurde Frein Anna Elisabet Ehrensvärd seine erste Frau. Im Jahr 1795 heiratete er Johanna Möller und 1807 Anna Katarina Sandels.

## Dedikationsnamen
Sven Ingemar Ljungh benannte 1813 das Mandarinsumpfhuhn (Zapornia paykullii) zu seinen Ehren. Scolopax paykullii Nilsson, 1821  wird heute als Synonym zum Moorschlammläufer (Limnodromus griseus (Gmelin, JF, 1789)) betrachtet.

## Veröffentlichungen (Auswahl)
- Domald. 1783, eine Tragödie, Digitalisat.
- Monographia Histeroidum. Upsaliae: Palmblad iv 114 pp. (1811), Digitalisat.
- Fauna Suecica. Insecta, Coleoptera. Upsala: Edman 3 volumes (1798, 1799, 1800): Band 1, Band 2, Band 3.
- Monographia Staphylinorum Sueciae. 1789, Digitalisat.
- Monographia Caraborum Sueciae. 1790, Digitalisat.
- Monographia Curculionum sveciæ. 1792, Digitalisat.
- Tal om djur-Kännedomens historia. 1794, Digitalisat.

Paykulls Sammlung liegt im schwedischen Museum für Naturgeschichte.